# Rejeni
Rejeni is een bestuurslaag in het regentschap Sidoarjo van de provincie Oost-Java, Indonesië. Rejeni telt 3793 inwoners (volkstelling 2010).